# Hirpins

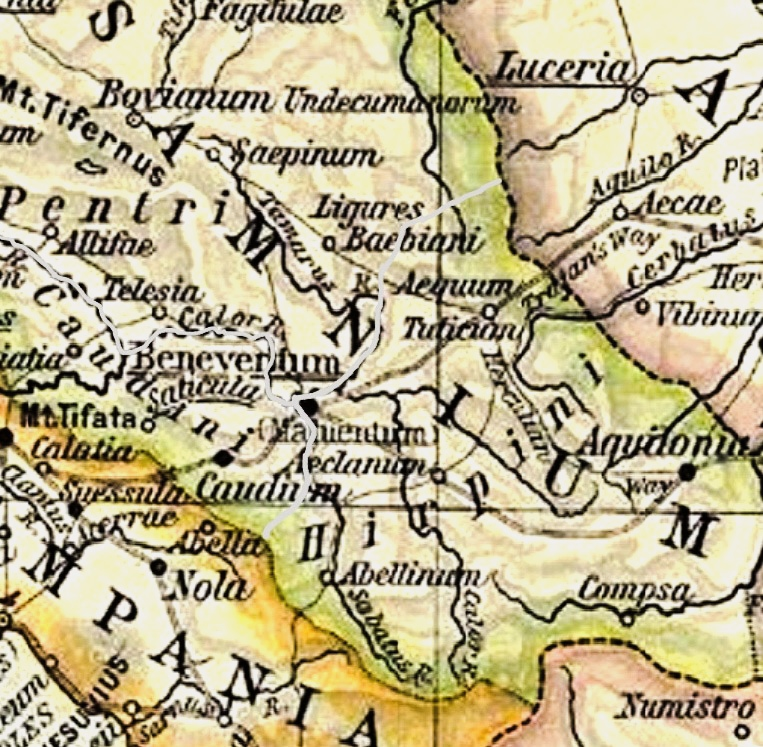
Le territoire de Hirpins au sein de Samnium; les lignes blanches montrent les frontières tribales probables.

Les Hirpins (latin Hirpini) sont une des tribus constituant l'ensemble des Samnites. Ils étaient installés autour de Beneventum, dans la partie méridionale du Samnium.

## Ethnonyme
Les Hirpins passaient dans la tradition antique pour être issus d'un ver sacrum dans lequel ils auraient été guidés par un loup, ce qui expliquerait leur nom : en effet, hirpos signifie « loup » dans les langues osco-ombriennes.

## Localisation
Les Hirpins étaient installés dans une partie montagneuse de la Campanie, encore aujourd'hui dénommée d'après eux Irpinia (correspondant à une part importante de la province d'Avellino), ainsi que dans la région de Bénévent, leur ville principale.

## Histoire
Les Hirpins sont partie prenante des trois guerres samnites avec les autres peuples de la confédération samnite. Il semble que Bénévent soit tombée entre les mains des Romains à la fin de la troisième guerre samnite. En tout cas à l'époque de la bataille de Bénévent (275 av. J.-C.) remportée par les Romains sur Pyrrhus, roi d'Épire, la ville et sa place forte sont sous son contrôle. En 268, Rome y établit une colonie de droit latin (colonia juris latini).
Les Hirpins participent à la guerre sociale. Ils sont soumis à l'été 89 av. J.-C. par Sylla, qui s'empare de leur ville d’Aeclanum.